# Estación Moussy
Moussy era una estación de ferrocarril ubicada en la localidad homónima, provincia de Santa Fe, Argentina.

## Servicios
No presta servicios de pasajeros, ni de cargas. Sus vías correspondían al Ramal F14 del Ferrocarril General Belgrano.